# Петрилов
Петри́лов (укр. Петрилів) — село в Тлумачской городской общине Ивано-Франковского района Ивано-Франковской области Украины.
Население по переписи 2001 года составляло 990 человек. Занимает площадь 14,481 км². Почтовый индекс — 78010. Телефонный код — 03479.

## История
Основано 1378 г. Князь Опольский подарил его Михаилу Авданцу. С 1578 года деревня принадлежала роду Сенявских герба Лелива. Позднее перешла в Марьямпольское имение княгини Анны Яблоновской.
В 18-м веке село принадлежало к роду Мрзовицких из герба Пруса.
В 19-м веке селом владели Рачинские из герба Наленча а затем Богдановичи.
Весной 1912 года Днестр затопил село. В 2001 году с рук епископа Павла (Василика) в местном храме получил иерейский сан о. Сергей Козак, многолетний приходской священник
14 ноября 2021 года село посетил епископ Коломыйский УГКЦ Василий (Ивасюк)

## Религия
В селе действует приход УГКЦ

### Священники УГКЦ в истории села
- отец Сергей Козак с 2001 по 2020
- отец Евстафий Гасяк с 2020

## Население
- 1989 год 1096 человек
- 2001 год 990 человек
- 2022 год 675 человек[4]

## Памятки
- Бюст Тарасу Шевченко
- Церковь святых Космы и Дамиана 1889 г. принадлежит УГКЦ

## Археология
Найдены захоронения   II— III веков н.е

## Известные люди
- Клеменс Рачинский (1839-1886) - юрист, адвокат член Австрийско гогосударственного совета
- Юзеф Селонг (1895-1942) - подполковник пехоты Войска Польского
- Твердохлеб Николай Дмитриевич (1911-1954) - украинский националист член ОУН
- Станислав Оросенный - владелец усадьбы Петрилов
- Павел (Василик) епископ Коломыйский УГКЦ в селе проводил рукоположения местного священника[2]
- Василий (Ивасюк) епископ Коломыйский УГКЦ посетил село с визитацией